# Suspensão de descrença
Suspensão de descrença, suspensão de descrédito, da incredulidade ou ainda "suspensão voluntária da descrença" refere-se à vontade de um leitor ou espectador de aceitar como verdadeiras as premissas de um trabalho de ficção, mesmo que elas sejam fantásticas, impossíveis ou contraditórias. É a suspensão do julgamento em troca da premissa de entretenimento. O termo é tradicionalmente aplicado na literatura, no teatro, e no cinema, embora também possa ser considerado nos videogames.
A ideia encontra-se na introdução do livro História Verdadeira, do poeta satírico Luciano de Samósata; após mencionar vários outros autores que contaram mentiras, ele completa dizendo que também é um mentiroso, e pede humildemente ao leitor a sua credulidade.

## Origem
O poeta e filósofo estético Samuel Taylor Coleridge introduziu o termo "suspensão da descrença" em 1817 e sugeriu que se um escritor pudesse infundir um "interesse humano e uma aparência de verdade" em um conto fantástico, o leitor suspenderia o julgamento sobre a implausibilidade da narrativa. Coleridge buscou reviver o uso de elementos fantásticos na poesia e desenvolveu um conceito para apoiar como um público moderno e esclarecido pode continuar a desfrutar desses tipos de literatura. O termo resultou de um experimento filosófico, que Coleridge realizou com William Wordsworth no contexto da criação e leitura de poesia. Envolvia uma tentativa de explicar as pessoas ou personagens sobrenaturais para que essas criaturas da imaginação constituíssem alguma aparência de verdade.
Coleridge declarou:
Foi acordado que meus esforços deveriam ser direcionados a pessoas e personagens sobrenaturais, ou pelo menos românticos, mas de modo a transferir de nossa natureza interior um interesse humano e uma aparência de verdade suficiente para obter essas sombras da imaginação aquela suspensão voluntária da descrença no momento, que constitui a fé poética. O Sr. Wordsworth, por outro lado, deveria propor a si mesmo como seu objetivo, dar o encanto da novidade às coisas de todos os dias e excitar um sentimento análogo ao sobrenatural, despertando a atenção da mente da letargia do costume, e direcionando-o para a beleza e as maravilhas do mundo diante de nós.
A noção de tal ação por parte de um público foi, no entanto, reconhecida na antiguidade, de acordo com David Chandler, Coleridge, extraiu sua noção da Historia Critica Philosophiae de Cícero, que citou a frase assensus suspende ou "suspensão de assentimento".

## Conceito
O conceito tradicional de suspensão da descrença como proposto por Coleridge não é suspender a descrença na realidade de personagens ou eventos fictícios, mas a suspensão da descrença no sobrenatural.  Isso pode ser demonstrado na forma como o leitor suspende sua descrença em fantasmas, em vez da não-ficcionalidade dos fantasmas em uma história. De acordo com a teoria de Coleridge, a suspensão da descrença é um ingrediente essencial para qualquer tipo de narrativa.
A frase "suspensão da descrença" passou a ser usada mais livremente no final do século 20, muitas vezes usada para implicar que o ônus estava no leitor, e não no escritor, para alcançar ela. Isso pode ser usado para se referir à disposição do público de ignorar as limitações de um meio, para que elas não interfiram na aceitação dessas premissas. Essas premissas também podem contribuir para o engajamento da mente e talvez a proposição de pensamentos, ideias, arte e teorias. Com um filme, por exemplo, o espectador tem que ignorar a realidade de que está vendo uma performance encenada e aceitá-la temporariamente como sua realidade, para se divertir. Os primeiros filmes em preto e branco são um exemplo de mídia visual que exige que o público suspenda sua descrença por esse motivo.
A suspensão da descrença geralmente se aplica a obras de ficção dos gêneros de ação, comédia, fantasia e horror, na literatura escrita e nas artes visuais. O estranhamento cognitivo na ficção envolve o uso da ignorância de uma pessoa para promover a suspensão da descrença.

## Críticas
Filósofos estéticos geralmente rejeitam alegações de que a "suspensão de descrença" caracteriza com precisão a relação entre pessoas e "ficções". Kendall Walton observa que se os espectadores "verdadeiramente" suspenderem a descrença em um filme de terror e aceitarem suas imagens como fato absoluto, eles teriam um conjunto de reações realistas. Por exemplo, os membros da plateia gritariam: "Olhe para trás!" para um personagem em perigo na tela, ou eles poderiam chamar a polícia quando testemunhassem um assassinato na tela.
Nem todos os autores acreditam que a "suspensão da descrença" caracterize adequadamente a relação do público com obras de arte imaginativas. J. R. R. Tolkien desafia este conceito em seu ensaio On Fairy-Stories, escolhendo em vez disso o paradigma de "crença secundária" baseada na consistência interna da realidade. Tolkien diz que, para que a narrativa funcione, o leitor deve acreditar que o que lê é verdade dentro da realidade secundária do mundo ficcional. Ao focar na criação de um mundo fictício internamente consistente, o autor torna possível a crença secundária. Tolkien argumenta que a suspensão da descrença só é necessária quando a obra falhou em criar uma crença secundária, dizendo que a partir desse ponto, o feitiço é quebrado e o leitor deixa de estar imerso na história, e assim deve fazer um esforço consciente para suspender sua descrença ou então desistir inteiramente dela.